# Ruatara koarana
Ruatara koarana és una espècie de mol·lusc gastròpode pertanyent a la família Charopidae.

## Hàbitat
És terrestre.

## Distribució geogràfica
És un endemisme de la Polinèsia Francesa.